# 山绣球
山绣球（学名：Hydrangea macrophylla var. normalis）为绣球花科绣球属下绣球（Hydrangea macrophylla）的一个变种。

## 扩展阅读
- 維基物種上的相關：山绣球